# Campionati europei di Yngling 2019
I Campionati europei di Yngling 2019 si sono svolti a Altmünster, in Austria.

## Podi
| Evento  | Oro                                                    | Argento                                                         | Bronzo                                    |
| Yngling | Germania Stanjek Robert Christoph Robert Bruhns Moritz | Austria Frauscher Stefan Weinhofer Josef Spiessberger Christian | Austria Moser Jörg Moser Tina Moser Julia |

## Medagliere
| Posiz. | Nazione  | Oro | Argento | Bronzo | Totale |
| ------ | -------- | --- | ------- | ------ | ------ |
| 1      | Germania | 1   | 0       | 0      | 1      |
| 2      | Austria  | 0   | 1       | 1      | 2      |
| Totale | Totale   | 1   | 1       | 1      | 3      |